# Palaeeudyptes
Palaeeudyptes – rodzaj wielkich pingwinów paleogeńskich. Przedstawiciele wszystkich znanych gatunków pod względem rozmiarów ciała nie mieli sobie równych wśród współczesnych Sphenisciformes, np. długość ciała ptaków należących do P. klekowskii (eocen Półwyspu Antarktycznego) mogła wynosić nawet 160 cm. P. antarcticus z oligocenu Nowej Zelandii był pierwszym opisanym gatunkiem kopalnych pingwinów. Pozostałe gatunki należące do Palaeeudyptes opisano z eocenu Półwyspu Antarktycznego (P. gunnari) oraz Nowej Zelandii (P. marplesi); szczątki kopalne zidentyfikowane jako Palaeeudyptes sp. są znane z eocenu południowego Chile i południowej Australii. Wyniki najnowszych badań sugerują, że rodzaj ten nie jest taksonem monofiletycznym i  wskazują na bliskie pokrewieństwo antarktycznych gatunków Palaeeudyptes z Inkayacu paracasensis (eocen Peru). Pod dyskusję poddana została także możliwość istnienia tylko jednego gatunku z Półwyspu Antarktycznego, gdyż różnice pomiędzy P. klekowskii i P. gunnari (dotyczące przede wszystkim rozmiarów kości) można wytłumaczyć istnieniem dobrze wykształconego dymorfizmu płciowego.